# 新潟県道553号広神小出線

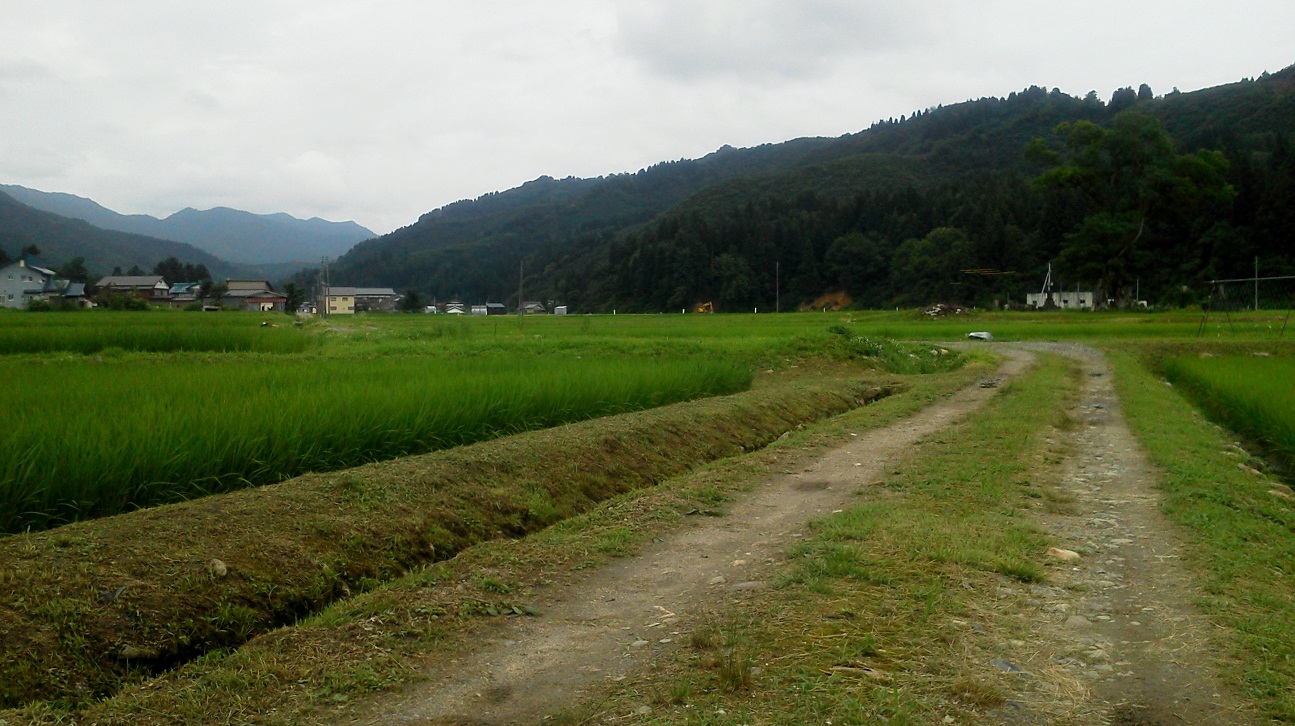
魚沼市中家字欠下付近

新潟県道553号広神小出線（にいがたけんどう553ごう みつまたこいでせん）は、新潟県魚沼市内を通る一般県道である。

## 概要
路線名の「広神」・「小出」は、起点・終点付近の旧自治体名（新潟県北魚沼郡広神村、同郡小出町）に由来する。

### 路線データ
- 起点：新潟県魚沼市池平字荒神原（新潟県道328号三ツ又小出線交点）
- 終点：新潟県魚沼市四日町字羽根川一（国道352号・新潟県道328号三ツ又小出線・新潟県道458号下倉小出線交点）

## 地理

### 通過する自治体
- 新潟県
魚沼市

### 交差する道路
- 新潟県道328号三ツ又小出線（起点：魚沼市池平字荒神原）

この間冬季閉鎖区間あり（場所：魚沼市中家～中家新田、距離：0.8km、期間：12月中旬～6月上旬、迂回路：なし）
- 新潟県道70号小出守門線・新潟県道332号湯之谷越後広瀬停車場線（山田下交差点）
- 国道17号（三国街道）（魚沼市大塚新田で立体交差、魚沼市道を介して接続）
- 国道352号・新潟県道328号三ツ又小出線・新潟県道458号下倉小出線（終点：四日町交差点）（「国道352号」・「県道328号」重複区間）

### 沿線
- JR上越線・只見線 小出駅
- 魚沼市立小出病院
- 新潟労働局 小出労働基準監督署
- 新潟県警察 小出警察署
- 新潟県魚沼地域振興局
  - 企画振興部
  - 健康福祉部
    - 魚沼保健所
    - 魚沼動物保護管理センター

  - 農業振興部
  - 地域整備部
- 魚沼市役所 小出庁舎（旧・小出町役場）
- 魚沼市立井口小学校
- 第四北越銀行 小出中央支店
- 第四北越銀行 小出支店
- 大光銀行 小出支店
- 新潟縣信用組合 小出支店
- ゆきぐに信用組合 小出郷支店
- JA北魚沼 小出町支店
- 小出郵便局
- サカキヤ 本町店（スーパーマーケット）
- 魚野川